# Jiří Papež (herec)
Jiří Papež (17. října 1931 Valašské Meziříčí – 3. dubna 2004 Brno) byl český herec.

## Život
V roce 1953 vystudoval činoherní herectví na Divadelní fakultě Janáčkovy akademie múzických umění v Brně. V letech 1953 až 1957 působil v divadlech v Novém Jičíně a Hradci Králové, poté byl až do roku 1960 členem Ústředního divadla československé armády na Vinohradech v Praze, v letech 1960 až 1969 hrál ve Státním divadle v Brně. Od roku 1969 byl členem brněnského Divadla bratří Mrštíků.

## Filmografie (výběr)

### TV seriály
- Četnické humoresky (2000) – Novosad (epizodní role)

### Filmy
- Babička (1940) – Jan
- Snadný život (1957) – Boris
- Zde jsou lvi (1958) – mladý lékař
- O medvědu Ondřejovi (1959) – myslivec Ondřej
- Krásná Luretta (1960) – Campistrel
- Osudná smyčka (1967) – MUDr. Štrunc